# Villa Araba
Villa Araba è una villa con uso abitazione privata situata all'inizio del Lungomare Europa nel comune di Varazze (SV), in Liguria su uno stretto promontorio roccioso chiamato Punta della Mola.
Questa imponente villa indipendente ad alti archi bianchi  e spazioso loggiato è stata progettata nel 1925 dall'architetto Barry Dierks. Proprio su Capo Mola, ove risiede il complesso, esisteva fin dal 1300 la Torre della Mola fatta costruire dall'antica Repubblica di Genova. La Torre della Mola crollò alla fine del XIX secolo e sulle sue macerie venne costruita nel 1927 la villa Araba. Nei primi decenni del '900, la villa Araba risentiva ancora dell'importanza della famosa Torre della Mola, tanto che la villa veniva chiamata ancora Torre della Mola... come ben illustrato dalle cartoline e nelle immagini degli anni '30. È ancora esistente all'ingresso della villa Araba il bassorilievo in marmo di Carrara con inciso "Torre della Mola".
La proprietà è circondata da un ampio giardino con sabbia e parco botanico con vegetazione mediterranea al cui interno sono presenti piscine nella roccia con acqua marina. Il complesso della villa Araba, che comprende oltre alla villa il giardino, il parco, la scogliera, tre dépendance e un fortino, è stata dichiarata di notevole interesse pubblico ai sensi della legge 29 giugno 1939 n. 1497 "Protezione delle bellezze naturali" dal Ministero della Pubblica Istruzione. La suggestiva spiaggia sotto la villa è stata per quattro mesi nel 2011 uno degli scenari protagonisti della pellicola Cosimo e Nicole del regista Francesco Amato.
Sulla facciata della villa Araba protesa verso il mare è affrescata una meridiana ove è inciso: Sine sole sileo.
Tutto il pavimento dell'ingresso giardino della villa è stato realizzato in ligure e tipico rissëu, ossia con il caratteristico pavimento a ciottoli bianchi e neri a mosaico tipico dei sagrati e dei giardini di ville e case padronali liguri.